# 人見信男
人見 信男（ひとみ のぶお、1949年 - 2017年9月12日）は、日本の警察官僚。福島県出身。元警察庁交通局長、元警視庁副総監。

## 略歴
- 1968年（昭和43年）3月：福島県立白河高等学校卒業
- 1972年（昭和47年）3月：東京大学法学部卒業
- 1972年（昭和47年）4月：警察庁入庁
- 1991年（平成3年） 1月：警察庁交通局交通指導課長
- 1992年（平成4年） 4月：奈良県警察本部長
- 1993年（平成5年） 8月：大阪府警察本部刑事部長
- 1995年（平成7年） 2月：警察庁刑事局暴力団対策部暴力団対策第一課長
- 1998年（平成10年）3月：警察庁長官官房人事課長
- 2001年（平成13年）1月：内閣府大臣官房審議官
- 2002年（平成14年）1月：警視庁副総監
- 2003年（平成15年）8月：警察庁交通局長
- 2004年（平成16年）10月：イオン株式会社特別顧問
- 2005年（平成17年）5月：イオンクレジットサービス株式会社監査役
- 2005年（平成17年）5月：株式会社イオンテクノサービス監査役
- 2006年（平成18年）5月：イオンディライト株式会社監査役
- 2006年（平成18年）8月：株式会社サマンサタバサジャパンリミテッド顧問
- 2008年（平成20年）9月：株式会社サン綜合管理代表取締役社長
- 2010年（平成22年）9月：株式会社ゆうちょ銀行顧問
- 2011年（平成23年）5月：株式会社イオンファンタジー監査役、2016年5月に取締役
- 2014年（平成26年）5月：株式会社CFSコーポレーション監査役
- 2015年（平成27年）5月：ウエルシアホールディングス株式会社監査役
- 2017年（平成29年）6月：株式会社たいよう共済監査役(現任）
- 2017年（平成29年）9月12日：逝去（68歳没）

## その他役職
- しらかわ大使
- 東京登龍会（白河高校首都圏同窓会）会長
- 東京しらかわ会副会長
- 成城地区暴力団追放連絡会特別顧問